# Маршалл, Иан Ховард
Иан Ховард Маршалл (также Иан Говард, англ. Ian Howard Marshall; 12 января 1934, Шотландия или Карлайл — 12 декабря 2015) — шотландский библеист и теолог, специалист по Новому Завету. 
Профессор-эмерит отделения богословских и религиоведческих исследований Абердинского университета. Председатель Ассоциации библейских и богословских исследований им. Тиндейла, бывший президент Британского новозаветного общества и Объединения Европейских Евангельских богословов. Определяется как арминианский евангельский методист. Автор значительного числа публикаций, включая «Богословие Нового Завета», победителя книжной премии Золотой Медальон в 2005. В качестве адъюнкт-профессора преподавал в ряде богословских учебных заведений Европы: Международная баптистская богословская семинария (Прага, Чехия), Донецкий христианский университет (Донецк, Украина), Евангельский богословский факультет (Лёвен, Бельгия).

## Биография
Получил бакалавра гуманитарных наук в Кембриджском университете, бакалавра богословия, магистра гуманитарных наук и доктора философии в Абердинском университете и доктора богословия в Асберийском университете.

## Научная деятельность
Специализировался на исследованиях Евангелия от Луки, Книги Деяний Святых Апостолов, Пасторских посланий, а также аспектах Новозаветного богословия. В частности, он посвятил довольно много внимания работе над исследованиями Луки в обоих сферах, исторической и богословской. Так же его значительным вкладом является Введение в богословие Нового Завета для студентов и улучшение и доработка Симфонии Моултона и Гедена к Греческому Новому Завету.

## Научные труды
- Kept by the Power of God, Carlisle: Paternoster Press, 1995 (originally Epworth, 1969; Bethany, 1975).
- Luke: Historian and Theologian, Exeter: Paternoster Press, 1970, 1989.
- New Testament Interpretation (editor), Exeter: Paternoster Press, 1977, 1979.
- The Gospel of Luke (New International Greek Testament Commentary/NIGTC), Exeter: Paternoster Press, 1978.
- I believe in the historical Jesus, London: Hodder & Stoughton, 1977.
- The Epistles of John (NICNT), Grand Rapids: Eerdmans, 1978.
- Acts (TNTC), Leicester: IVP, 1980.
- Last Supper and Lord’s Supper, Exeter: Paternoster Press, 1980.
- 1 and 2 Thessalonians (NCB), Grand Rapids: Eerdmans, 1983.
- Jesus the Saviour: Studies in New Testament Theology, London: SPCK/Downers Grove: IVP, 1990.
- 1 Peter (IVP Commentary Series), Leicester: IVP, 1991.
- The Acts of the Apostles (Sheffield NT Guides), Sheffield Academic Press, 1992.
- The Epistle to the Philippians (Epworth Commentaries), London: Epworth Press, 1992.
- (with K. P. Donfried) The Theology of the Shorter Pauline Letters, Cambridge University Press, 1993.
- I. H. Marshall and D. Peterson (ed.): Witness to the Gospel: The Theology of the Book of Acts (Grand Rapids: * Eerdmans, 1998).
- (in collaboration with Philip H. Towner) A Critical and Exegetical Commentary on The Pastoral Epistles (International Critical Commentary), Edinburgh: T&T Clark, 1999.
- Concordance to the Greek New Testament (sixth fully revised edition of the work of Moulton and Geden), London: T&T Clark, 2002.
- (with S.Travis and I. Paul) Exploring the New Testament, Vol. 2. London: SPCK, 2002.
- Beyond the Bible: Moving from Scripture to Theology (with essays by Kevin J. Vanhoozer and Stanley E. Porter) Grand Rapids: Baker Academic, 2004.
- New Testament Theology: Many Witnesses, One Gospel, Downers Grove/Leicester: Inter-Varsity Press, 2004.

### Переводы на русский
- А. Говард Маршалл. Толкование Нового Завета. Сборник эссе о принципах и методах = New Testament Interpretation. — СПб.: Библия для всех, 2004. — 488 с. — 1500 экз. — ISBN 5-7454-0835-9.
- Джоэль Грин, Скот Макнайт, А. Говард Маршалл. Иисус и Евангелия. Словарь = Dictionary of Jesus and the Gospels. — М.: Библейско-богословский институт, 2003. — 832 с. — (Современная библеистика). — 3000 экз. — ISBN 5-89647-044-4.